# Мэйсон Райан
Ба́рри Гри́ффитс (англ. Barri Griffiths, род. 13 января 1982, Тремадог, Уэльс) — бывший уэльский рестлер, получивший известность по выступления в WWE под именем Мэйсон Райан. Участвовал в телешоу «Гладиаторы» под именем «Голиаф». Ранее прославился как футболист, центральный защитник клуба «Портмадог».

## «Гладиаторы»
«Гладиаторы» — британский телесериал, который транслировался на канале Sky1 с 11 мая 2008 года по 25 октября 2009 года. Является аналогом одноимённой американской версии этого шоу. Когда Барри Гриффитс работал на телевизионном шоу в Уэльсе, он узнал, что продюсеры «Гладиаторов» ищут новых участников, Гриффитс обратился с разрешением к своему тренеру Оригу Уильямсу.Съёмки в телешоу он начал примерно через месяц и специально для роли стал растить бороду. Гриффитс появился во второй серии «возрождённых» «Гладиаторов» под именем «Голиаф».

## Карьера в рестлинге
В 2006 году после участия в рестлинг-шоу с другом, промоутеры предложили ему начать профессиональную карьеру. Гриффитс согласился и начал подготовку. Он обучался в профессиональной школе рестлинга в Биркенхеде. В 2007 году до появления в «Гладиаторах» рестлер боролся под именами «Celtic Warrior» и «Smackdown Warrior». Гриффитс сыграл почти 100 матчей во многих странах, включая Египет и Венесуэлу.Он представлял Великобританию в таг матче на «Битве Наций» против Австрии. В июне 2007 года он принял участие в шоу промоушна European Wrestling Association «Night of Gladiators», в рамках которого его команда, в которой были 2-кратный Чемпион WWE Шеймус и Дрю Макдональд, уступила команде Майкл Ковач, Роберт Рей Крейзер и Крис Раабер (Раабер — он же Бэмбикиллер — также в прошлом рестлер подготовительной системы WWE). Таг команда Гриффитс, Шеймус и Дрю Макдональд победила австрийскую таг команду Крис Раабер, Майкл Ковач и Роберт Рей Крейзер. После подписания контракта с World Wrestling Entertainment (WWE), Гриффитс принял участие в финальном шоу Y Ganolfan в Уэльсе.

### World Wrestling Entertainment

#### Florida Championship Wrestling (2009—2011)
В середине 2009 года Барри Гриффитс подписал пятилетний контракт с WWE. Когда рестлер получил рабочую визу, его направили на Florida Championship Wrestling (FCW).Гриффитс стал выступать под именем Мэйсон Райан. В своих первых матчах он сыграл против Тайлера Рекса, Джонни Кёртиса, Джонни Прайма, Унико.22 июля Мэйсон Райан участвовал в матче тройной угрозы за титул FCW Florida Heavyweight Championship против его обладателя Алекса Райли и Джонни Кёртиса. Райан победил в этой встрече, удержав Алекса Райли. Эта победа стала первым достижением Гриффитса на WWE.В течение нескольких следующих месяцев Райан успешно защищал свой титул, в том числе от рестлеров Бо Ротундо, Ричи Стимбота и Элли Коттонвуда. В одном из телешоу FCW, благодаря комментатору Байрону Сакстону, который вмешался в бой, Мэйсон Райан защитил титул в матче против Джонни Кёртиса. Через неделю Сакстон стал менеджером Райана. В ноябре 2010 года Мэйсон Райан гастролировал по Европе с брендом SmackDown. Во время гастролей рестлеру удалось два раза победить Чаво Герреро(4 ноября в Белфасте и 6 ноября в Ливерпуле).3 февраля 2011 года Гриффитс проиграл Florida Heavyweight Championship Бо Ротунде. Этим титулом Райан обладал на протяжении шести с половиной месяцев.

#### The New Nexus (2011)
На WWE Гриффитс дебютировал 17 января 2011 года, вмешавшись в матч между СМ Панком и Джоном Синой.Он помог выиграть первому. После этого он был официально принят в группировку Нексус. Затем Мэйсон Райан принял участие в Royal Rumble 2011.Дебютный матч на бренде RAW против R-Truth завершился дисквалификацией Райана. В конце февраля было объявлено, что если Рэнди Ортон победит каждого члена группировки Нексус по-отдельности, то им будет запрещено участвовать в матче Ортона против СМ Панка на Реслтмании XXVII.Если члены Нексус вмешаются в матч, группировка будет расформирована. 14 марта на RAW Райан проиграл Ортону. После матча он травмировал Гриффитса ударом по голове. Райан отсутствовал на телевидении RAW почти месяц. 11 апреля вместе с другими членами Нексус, Райан напал на Ортона, во время матча последнего за право сразиться с Мизом за титул чемпиона WWE на Extreme Rules.В итоге Ортон матч проиграл.2 мая Райан проиграл Кейну в связи с дисквалификацией. В бой вмешались СМ Панк,МакГиликати и Отунга, начали избивать Кейна, но затем на помощь ему пришёл Биг Шоу, раскидав членов Нексус, однако был выбит Райаном. Затем Мэйсон Райан покинул ринг, не празднуя победу вместе с другими членами Нексус. 9 мая он просит реванша у Кейна, но снова проигрывает из-за вмешательства Нексуса. На шоу Over the Limit 22 мая, он и Панк пытались отобрать командные пояса у Кейн и Биг Шоу, но потерпели неудачу. 20 июня Райан держал победу над Эваном Борном, но, как выяснилось, во время этого боя получил травму, из-за чего временно прекратил свои выступления.

#### Фейстёрн; Последующее время (2011)
Пока Гриффитс восстанавливался после травмы, СМ Панк заявил, что покидает WWE. На Money In The Bank Панк участвовал, как тогда казалось, в своем последнем матче. Однако через две недели Панк вернулся в WWE, но отстранился от Нексуса. Дэвид Отунга и Майкл МакГилликатти начали совместную карьеру. Это означало, что Гриффитс будет выступать в одиночку. Перед SummerSlam Гриффитс в компании Отунги и МакГилликатти (Настоящая фамилия Хэннинг) появился на встрече с фанатами в Лос-Анджнлесе, Калифорния. 8 сентября на выпуске Superstars Гриффитс вновь вышел на ринг под именем Мэйсон Райан, но уже в образе фейса, и победил JTG, таким образом начиная карьеру фейса. 26 сентября Райан вместе с Дольфом Зигглером и Джэком Сваггером дрался против Кофи Кингстона, Эвана Борна и Зака Райдера. Неожиданным для всех оказалось то, что приняв право боя от Сваггера, Мэйсон напал на него и на Зигглера, тем самым помог своим соперникам. На следующей недели в поединке 6 на 6 Райан встал на сторону команды фейсов — Кофи Кингстона, Эвана Борна, Шеймуса, Джона Сины и СМ Панка и сразился против команды хиллов — Альберто дель Рио, Дольфа Зиглера, Джэка Сваггера, Дэвида Отунги, Кристиана и Коди Роудса, где первая команда вышла победителями. 17 октября Райан спас Зака Райдера от Дольфа Зигглера и Джэка Сваггера после того, как последний ему проиграл. Сразу же начался бой Мэйсона и Зигглера. Дольф спрятался от валлийца за спиной своего менеджера Викки Герреро, которая влепила Мэйсону пощечину. В порыве гнева Райан закинул Зигглера на ринг и начал его избивать, но не успел вовремя отпустить Дольфа от угла ринга и был дисквалифицирован. Позже на сайте WWE.com появилась информация о том, что Мэйсон нацелен на титул Чемпиона Соединенных Штатов, которым владеет Зигглер. На Raw 24 октября Мэйсон заступился за Сантино Мареллу, на которого напали Сваггер и Зигглер. Позже Мэйсона Райана ввели в команду Ортона на Survivor Series (2011) в традиционный поединок 5 на 5 на выбывание, во время которого был выбит Коди Роудсом.

#### Возвращение в NXT (2013—2014)
После длительного отсутствия, 30 января 2013 года Мейсон Райан вернулся на арену NXT и победил Сакамото. После этого Мейсон продолжил принимать участие в матчах на арене NXT.
30 апреля был уволен из WWE.

#### Независимые промоушены (2014 — н.в.)
После увольнения из WWE, Гриффитс продолжает карьеру рестлера в независимых промоушенах, используя псевдоним из WWE.

## В рестлинге
- Завершающие приёмы
  - Backbreaker rack dropped into a neckbreaker
  - House of Pain (Swimming Side Slam)
  - Strech Maffler
  - Spinning side slam
- Коронные приёмы
  - Back Body Drop
  - Backbreaker Drop
  - Bearhug
  - Big Boot
  - Clothesline
  - Falaway Slam
  - Gorila Press Drop
  - Leg Drop
  - Oklahoma Stampede
  - Running Powerslam
  - Scoop Powerslam
  - Scoop Slam
  - Short-Arm Clothesline
  - Shoulder Block
  - Side Effect
  - Vertical Suplex
- Менеджеры
  - Ориг Уильямс
  - Байрон Сакстон
- Прозвища
  - «Десятифутовый Барри»(«Barri 10-foot»)
  - «Мини Батиста»
  - «Супер гигант»
  - «Воин Smackdown»
  - «Голиаф»
- Музыкальные темы
  - «We Are One» 12 Stones (FCW, 2011)
  - «This Fire Burns» Killswitch Engage (WWE, Nexus 2011)
  - «Here And Now Or Never» The Heroes Lie (WWE, 2011)
  - «Back in Black» AC/DC (Inoki Genome Federation, 2015)

## Титулы и достижения
- Florida Championship Wrestling
  - FCW Florida Heavyweight Championship (1 раз)
- Pro Wrestling Illustrated
  - PWI ставит его под №119 в списке 500 лучших рестлеров 2011 года[2]